# 爱德华·阿纳托利耶维奇·库兹涅佐夫
爱德华·阿纳托利耶维奇·库兹涅佐夫（羅馬化：Eduard Anatol'yevich Kuznetsov；1967年8月6日—）是俄罗斯政治人物，第八届国家杜马代表。
1988年，库兹涅佐夫毕业于斯维尔德洛夫斯克高等军事政治坦克炮兵学校。1994年至2001年，他在多家商业机构工作，后来在克拉斯诺达尔边疆区国家当局继续其职业生涯。不久，他成为俄罗斯工业企业家联盟的成员。2017年至2021年，他担任克拉斯诺达尔边疆区立法议会代表。2021年9月起担任第八届国家杜马代表。

## 制裁
库兹涅佐夫于2022年因俄乌战争而受到欧盟制裁。